# 三浦得一郎

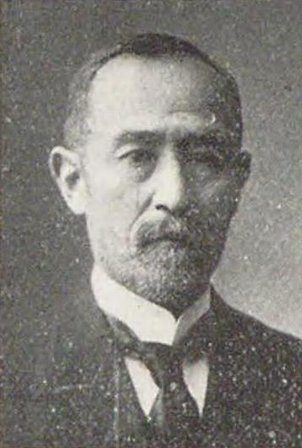
三浦得一郎

三浦 得一郎（みうら とくいちろう、安政3年3月10日〈1856年4月14日〉 - 1934年〈昭和9年〉3月14日）は、日本の衆議院議員（憲政会）、陸軍副参政官。陸軍軍医監（少将相当官）。

## 経歴
日向国臼杵郡恒富村（現在の宮崎県延岡市）出身。延岡藩校医学館、鹿児島医学校、長崎医学校を経て、陸軍軍医学校を卒業。1883年（明治15年）、陸軍軍医試補に任官し、陸軍軍医補、陸軍二等軍医、陸軍一等軍医と昇進していった。1894年（明治27年）、日清戦争にあたって病院船神祐丸の院長を務めた。1907年（明治40年）12月8日、軍医監に任命された。その間、福岡衛戍病院院長、丸亀衛戍病院院長、医務局衛生課長、関東都督府陸軍軍医部長、第三師団軍医部長を歴任した。1912年（大正元年）9月29日、予備役編入。
1915年（大正4年）、第12回衆議院議員総選挙に出馬し、当選。第2次大隈内閣で陸軍副参政官に任命された。第14回衆議院議員総選挙でも再選された。
衆議院議員・延岡市長の三浦虎雄は長男。

## 栄典
- 1906年（明治39年）4月1日 - 功三級金鵄勲章・勲三等旭日中綬章・明治三十七八年従軍記章[5]
- 1912年（明治45年）5月24日 - 勲二等瑞宝章[6]
- 1916年（大正5年）4月1日 - 旭日重光章[7]